# Vzhodno višavje, Zimbabve
Vzhodno višavje, znano tudi kot Maniško višavje, je gorovje na meji med Zimbabvejem in Mozambikom. Vzhodno višavje se razteza proti severu in jugu približno 300 kilometrov skozi zimbabvejsko provinco Manicaland in mozambiško provinco Manica.
V višavju je vzhodnozimbabovska gorska gozdno-travniška mozaična ekoregija. Ekoregija vključuje del višavja nad 1000 metri nadmorske višine, vključno z gorovjem Inyangani, gorovjem Bvumba, gorovjem Chimanimani, višavjem Chipinge in osamljeno goro Gorongosa vzhodneje v Mozambiku. Ekoregija južnih gozdov miombo leži na nižjih nadmorskih višinah vzhodno in zahodno od višavja.
V višavju je hladnejše in bolj vlažno podnebje kot v okoliških nižavjih, ki podpirajo različne združbe rastlin in živali. V ekoregiji živi več rastlinskih združb: podgorska in gorska travišča, vlažni zimzeleni gozdovi, suhi gorski gozdovi, gozdovi miombo in resave.

## Geografija
Višje območje sestavljajo tri glavne gorske skupine – gorovja Nyanga, Bvumba in Chimanimani – ter več manjših gorskih verig. Gorovje je večinoma redko poseljeno, prekrito z bogatimi travniki, grmičevjem, gozdovi in gozdovi.
V gorovju Nyanga na severu so najvišja gora Zimbabveja, gora Nyangani (2592 m), in slapovi Mutarazi, drugi najdaljši slap v Afriki. Gorovje Choa se dviga severovzhodno od gorovja Nyanga v Mozambiku. Zimbabvejska kmetijska dolina Honde leži jugovzhodno od gorovja Nyanga in vodi v Mozambik.
Mutare je največje mesto v višavju. Je na zimbabvejski strani Mutare Gapa, sedla med gorovjema Nyanga in Bvumba. Glavna cesta vzhod-zahod skozi višavje je A3 (Zimbabve) - N6 (Mozambik), ki povezuje pristanišče Beira v Mozambiku s prestolnico Zimbabveja Harare preko Chimoia, Manice in Mutareja, z mejnim prehodom pri Machipandi. Železnica Beira–Bulawayo prav tako prečka višavje pri Machipandi.
Gorovje Bvumba leži osrednje južno od Mutareja. Večinoma leži v Zimbabveju, severovzhodni odcep Monte Vumba pa sega v Mozambik. Južno in vzhodno od gorovja Bvumba leži kmetijska dolina Burme.
Južno od doline Burme ležijo planote Tsetsera, Gweni in Tandara vzdolž meje, ločene z rečnimi dolinami, ki ležijo v prelomnih razpokah in potekajo v smeri vzhod-zahod.
Gorovje Chimanimani leži južno od reke Mussapa Pequeno, ki ga ločuje od planote Tandara. Gorsko gorovje Chimanimani je sestavljeno iz visoke planote z več grebeni, ki potekajo proti severu in jugu. Monte Binga na meji je najvišji vrh v Mozambiku in drugi najvišji v Zimbabveju. Prelaz Mussapa je prelaz skozi gorovje, ki sledi reki Mussapa Grande, ki teče proti vzhodu, in reki Nyanyadzi, ki teče proti zahodu. Prepad Mussapa je bil stoletja pomembna trgovska in migracijska pot skozi višavje.
Prelom Rusitu-Tanganda, vzhodno-zahodni prelom, ki nosi reko Rusitu, ki teče proti vzhodu, in reko Tanganda, ki teče proti zahodu, označuje južni konec gorovja Chimanimani. Od preloma se proti jugu v okrožje Chipinge razteza hribovita višina, najvišja točka pa je gora Selinda z 1230 metri.
Vzhodno višavje je del Vzhodnoafriškega višavja, ene od štirih različnih fiziografskih enot na afriški celini. Fiziografska enota Vzhodnoafriškega višavja je sestavljena iz Vzhodnoafriškega preloma in Abesinske fiziografske province, ki sta del dolge gorske verige, ki teče po vzhodni Afriki. Gore in gorske verige, ki sestavljajo Vzhodnoafriško višavje, imajo veliko skupnih rastlinskih in živalskih vrst ter združb, znanih kot afromontanska flora in favna.

## Podnebje
Višje ima bolj enakomerno podnebje kot osrednja planota Zimbabveja, z več padavinami, nizko oblačnostjo ter gosto meglo in roso, ko se vlaga iz Indijskega oceana premika v notranjost. V teh gorah izvira veliko potokov in rek. Severni del odmakajo pritoki reke Zambezi, južni del pa pritoki reke Save. Vzhodno pobočje odvajata mozambiški reki Buzi in Pungwe.

## Rastlinstvo
Velik del majhnega območja sestavljajo valoviti hribi, pokriti s travniki, ki se vsako leto obnavljajo po požarih, ki se pojavijo ob koncu sušne dobe. Na nižjih nadmorskih višinah je Themeda triandra prevladujoča trava na bolj rodovitnih rdečih tleh, Loudetia simplex pa je pogosta na manj rodovitnih belih peščenih tleh. Na višjih nadmorskih višinah so gorska travišča, ki jih sestavljajo večinoma kratke, šopaste trave, vključno z Loudetia simplex, Trachypogon spicatus, Exotheca abyssinica in Monocymbium ceresiiforme.
Nekatere doline in vzhodno obrnjena pobočja vsebujejo območja subtropskega deževnega gozda z visoko krošnjo, lianami in bogato podrastjo. Na višjih nadmorskih višinah so večja območja suhega gozda, kjer so tla dobro zalita, na bolj suhih pobočjih pa so zaplate gozda miombo (Brachystegia spiciformis, Brachystegia tamarindoides in Uapaca kirkiana) ter območja resja na višjih nadmorskih višinah. V bližini mesta Chipinge in na zahodnih pobočjih višavja Nyanga so zaplate visoke, zimzelene mobole Parinari curatellifolia.
V gorovju Chimanimani in na gori Gorongosa so resja na revnih, kislih peščenih tleh, ki izvirajo iz kvarcita. Resja so dveh vrst: vresovca in protea. Na vresoviščih prevladujejo vrste Philippia pallidiflora, P. hexandra, Phylica ericoides, Passerina montana, Erica eylesii, E. pleiotricha, E. gazensis in E. johnstoniana. Na vresoviščih so pogoste tudi vrste Protea gazensis, P. welwitschii in Leucospermum saxosum.
V višavju se pojavljajo številne avtohtone enokaličnice z majhnim območjem razširjenosti. Med zbiralci redkih rastlin so priljubljene vrste Cryptostephanotis vansonii, Cyrtanthus rhodesianus in Scadoxus pole-evansi.

## Živalstvo
Ta raznolikost različnih vrst habitatov pomeni tudi bogastvo živalskega sveta. Med živalmi, ki jih najdemo v višavju, so opica Samango (Cercopithecus albogularis), netopir Myonycteris relicta in Marshallov pritlikavi kameleon (Rhampholeon marshalli). Številne njegove živali najdemo po vsej vzhodni Afriki.
V višavju je bogato tudi ptičje življenje, vključno z Bycanistes bucinator, Tauraco livingstonii, Tauraco porphyreolophus, Guttera pucherani in kronastim orlom Stephanoaetus coronatus. Dve vrsti, Apalis chirindensis in Oreophilais robertsi, sta endemični za Vzhodno višavje. V zimzelenih gozdovih živi Chirinda apalis, medtem ko Oreophilais robertsi naseljuje gozdni rob.
Gozdovi so polni tudi metuljev, predvsem lastovičarjev, kot sta cesarski lastovičar (Papilio ophidicephalus) in citrusov lastovičar (Papilio demodocus), gozdna podrast pa nudi zavetje različnim plazilcem, vključno s skinki, gekoni, kuščarji, žabami, krastačami in kačami.

## Sladka voda
V Vzhodnem višavju izvirajo številni potoki. Sčasoma so potoki globoko razčlenili višavje in oblikovali globoke grape in soteske. Nekateri potoki, ki tečejo proti vzhodu, tvorijo visoke slapove, ko se spuščajo po strmini v Mozambik.
Hladni, visokogorski in hitro tekoči potoki višavja ustvarjajo vodne habitate, ki se razlikujejo od okoliških nižav, višavje pa je dom več endemičnim vrstam. Štiri vrste rib – Labeo baldasseronii, Amarginops hildae, Varicorhinus pungweensis in Parakneria mossambica – so endemične za višavje.

## Grožnje in ohranjanje
Gorski gozdovi so ranljivi za sečnjo, travniki so dovzetni za požare, deževni gozdovi, ki po definiciji rastejo na dobro zalivanih rodovitnih zemljiščih, pa za krčenje za kmetijstvo. Vlažno podnebje je idealno za gojenje čaja, kave in trdega lesa. Vendar pa je ostal velik del prvotne vegetacije, zlasti na višjih nadmorskih višinah, ki ni primerna za kmetovanje.
Velika območja višavja so zavarovana, vključno z narodnim parkom Nyanga v gorovju Nyanga, botaničnim rezervatom Bunga Forest v gorovju Bvumba ter 171 km2 velikim narodnim parkom Chimanimani v Zimbabveju in narodnim rezervatom Chimanimani v Mozambiku v gorovju Chimanimani. Park in rezervat Chimanimani skupaj tvorita jedro čezmejnega varstvenega območja Chimanimani.